# Luciąża (rzeka)
Luciąża – rzeka na Wzgórzach Radomszczańskich, Równinie Piotrkowskiej i Wysoczyźnie Bełchatowskiej. Stanowi najdłuższy lewy dopływ Pilicy.

## Hydrologia

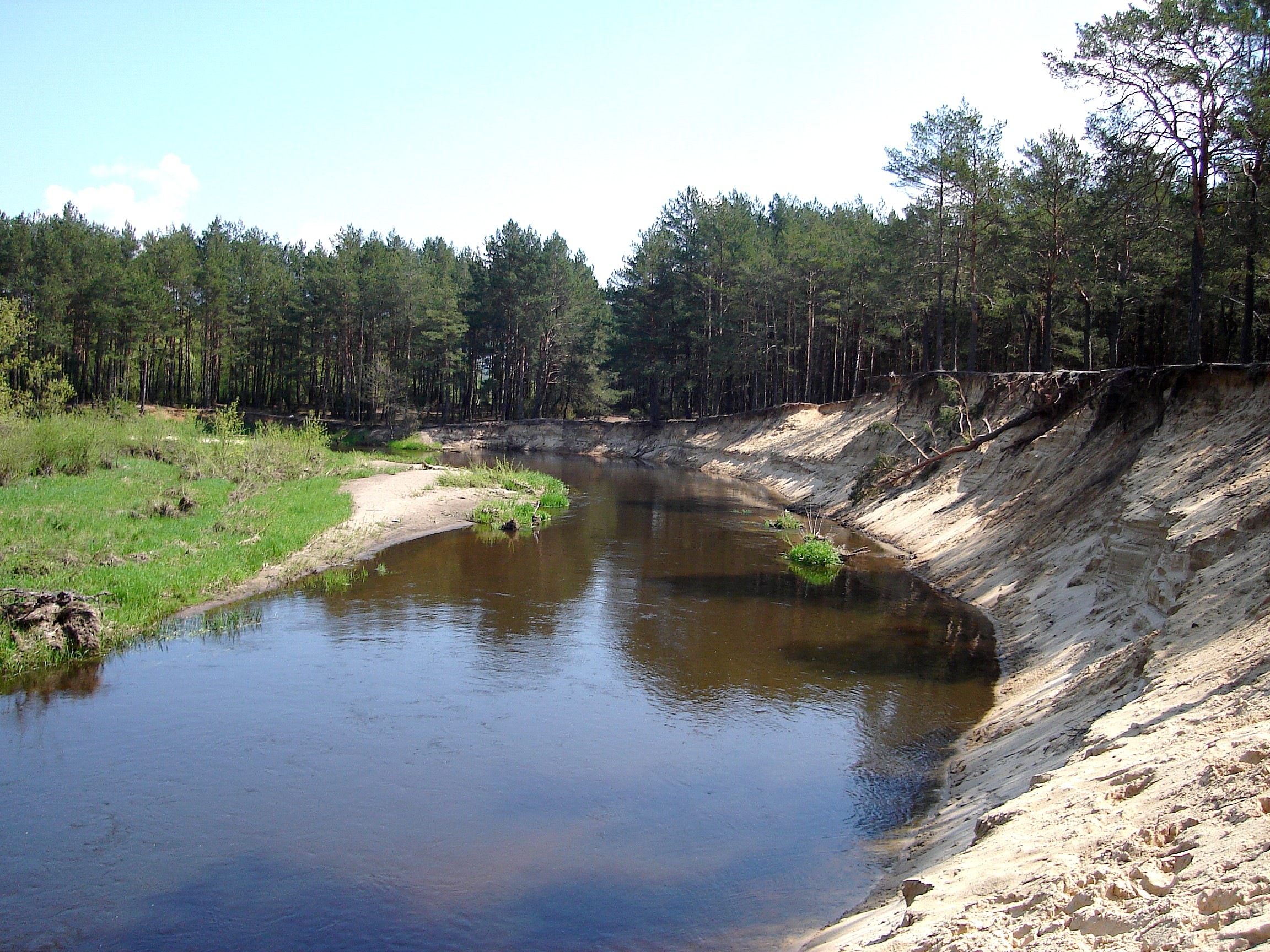
Luciąża w Przygłowie

Początek Luciąży daje kilka strumyków, spływających na północ z rozległych torfowisk na Wzgórzach Radomszczańskich. Na odcinku kilku kilometrów koło Trzepnicy Luciąża płynie głęboką doliną wśród pofałdowanego, lesistego krajobrazu. Następnie wypływa do szerokiej doliny na Równinie Piotrkowskiej. W wyniku intensywnych prac melioracyjnych Luciąża na przeważającej długości swego biegu płynie po rozległym, bezdrzewnym obszarze użytków zielonych, przyjmując postać prostego kanału, poprzegradzanego zastawkami. Jedynie w pobliżu ujścia do Pilicy dolina Luciąży zwęża się, płynąc przez Bory Lubieńskie i tereny leśne okolic Włodzimierzowa i Przygłowa. Tworzy tutaj przełom z wysokim, piaszczystym brzegiem. Luciąża wpływa do Pilicy nieco poniżej Sulejowa koło dawnej osady młynarskiej Murowaniec. Stosunkowo wartki nurt Luciąży zachęcał w przeszłości do stawiania na niej młynów i tartaków wodnych. Około 1830 roku wzdłuż rzeki funkcjonowało 14 tego rodzaju obiektów.
Długość rzeki wynosi 48,7 km lub 54,2 km, powierzchnia dorzecza 766 km², a średni spadek 1,5%.
Zarówno samą Luciążę, jak i jej główne dopływy, cechuje mała bezwładność hydrologiczna. Przejawia się to w dużej zmienności stanów i przepływów wody. Dobowe wahania stanu wody w Kłudzicach osiągają 100 cm, a miesięczne dochodzą nawet do 260 cm. Maksimum stanu wody z Kłudzic wynosi 506 cm, a minimum – 200 cm. Średni, dwudziestoletni stan wody kształtuje się na poziomie 258 cm (za lata 1953–1972). Temu stanowi odpowiada przepływ 3,2 m³/s (minimalny wynosi 0,6 m³/s, a maksymalny 159 m³/s). Dane te zapewne zmieniły się w latach następnych w związku z rozwojem leja depresyjnego kopalni węgla brunatnego Bełchatów.
Luciąża ma źródła w pobliżu miejscowości Przerąb. Leżą nad nią m.in. miejscowości Rozprza i Przygłów (gmina Sulejów). W 1998 powstał na rzece zbiornik wodny „Cieszanowice” o powierzchni 260 ha. Jego większa część (71%) leży na terenie gminy z siedzibą w Łękach Szlacheckich. Brzegi zbiornika są miejscem korzystnym dla rozwoju turystyki, rekreacji, w tym budownictwa letniskowego.

## Szlak kajakowy
Luciąża stanowi malowniczy szlak kajakowy spływalny w jeden dzień dla osób z pewnym doświadczeniem kajakowym. Czas spływu w takim wypadku to około 4–5 godzin (9 km). Skala trudności oceniana jest na ZWA (bardzo łatwy), ale uciążliwość aż na U3 (dość uciążliwy – zwalone pnie i konary, jak również zastawki, jazy i progi – głównie do Milejowa).

## Dopływy
- Prudka (L)
- Bogdanówka (L)
- Strawa (L).